# Thérèse Kirongozi
Thérèse Izay Kirongozi, née le 3 juin 1973 à Kinshasa , est une ingénieure congolaise connue en tant que la génitrice des robots roulages existant à Kinshasa vers fin 2013 et avec un total de cinq robots en 2015 et un seul à Lubumbashi. L'utilisation de robots comme feux de signalisation peut être unique en République démocratique du Congo.

## Réussite
L'idée des robots est venue pour la première fois à Kirongozi et à quelques-uns de ses pairs de l'Institut supérieur des techniques appliquées (ISTA),. La population locale accueille les robots avec enthousiasme,. Un éditorialiste, Sam Sturgis, tout en reconnaissant l'amélioration que les robots apportent à la circulation, a suggéré qu'ils pourraient détourner l'attention du problème de la croissance non réglementée de la ville à la périphérie. «Les gens dans les rues respectent apparemment les robots d'une manière qu'ils ne suivent pas les instructions des agents de la circulation humaine à l'un des carrefours très fréquentés de Kinshasa», explique Brian Sokol, photographe de Panos Pictures. Autre exemple d'un chauffeur de taxi interrogé par l' Agence France-Presse : «Il y a certains chauffeurs qui ne respectent pas la police de la circulation. Mais avec le robot, ce sera différent. Nous devons respecter le robot. Nous en sommes très heureux », a-t-il déclaré, son taxi rempli de passagers alors que les conducteurs autour de lui klaxonnaient dans une tentative désespérée de couper les embouteillages. Izay Kirongozi a révélé à l'Agence France-Presse qu'elle avait déjà soumis une proposition au pays pour l'achat de 30 robots de trafic supplémentaires, qui, espérons-le, se rentabiliseront en diminuant les coûts des accidents et en augmentant les amendes, et remplaceront des flics humains peu fiables à bon marché. Un avantage revendiqué des robots est que, contrairement à la police de la circulation locale, ils sont à l'abri de la corruption. 
Mais le gouverneur de Kinshasa, André Kimbuta, a déclaré que si les machines pouvaient réguler la circulation, elles n'étaient pas à la hauteur des vrais policiers qui pourraient traquer les automobilistes qui dévient les feux rouges et la population est sensibilisée dans ce sens. «Nous devrions féliciter nos ingénieurs congolais, mais les policiers doivent également faire leur travail», a-t-il déclaré. Les robots sont achetés par les autorités policières et remis le 4 mars 2015. Izay est la preuve que les femmes ont un rôle important à jouer dans le processus d'industrialisation du continent africain, et qu'elles sont tout aussi talentueuses que les hommes. 

## Conception et coût
La première génération de robots est mise en service en 2013 et a coûté environ 15 000 dollars pour chaque robot fabriqué, tandis que la dernière génération dévoilée le 4 mars 2015 coûtait environ 27 500 dollars chacun. Ils pèsent 250 kg (550 lb) chacun, mesurent 2,5 mètres (8,20209975 pi) haut et sont en aluminium pour mieux résister au climat équatorial. L'autonomie des robots est assurée par un panneau solaire placé au-dessus de leur tête. Les panneaux solaires qui alimentent les robots pourraient s'avérer un atout majeur dans une ville où des quartiers entiers manquent encore d'électricité. Fabriqués en aluminium, les robots sont conçus pour résister à un climat équatorial rigoureux avec des températures élevées, une humidité et des averses massives.  Ces robots de trafic humanoïdes peuvent faire pivoter leur poitrine et lever les bras comme le ferait un agent de la circulation humaine pour arrêter les véhicules dans une direction et permettre leur circulation dans une autre. Certains de ces robots peuvent détecter les piétons et sont programmés pour «parler» pour leur dire quand la route peut être traversée ou non. Lorsqu'ils attendent pour traverser, il chante une chanson qui rappelle les principes de la circulation routière. Le premier objectif est d'implémenter les robots humanoïdes tout autour de Kinshasa, mais pour y parvenir, selon certains experts, il faut mobiliser 12 millions de dollars américains car Kinshasa compte environ 600 intersections stratégiques et dangereuses, le prix d'un robot oscillant entre 10 000 et 20 000 $ US, y compris le coût de la maintenance. 
Cependant, il y a des inquiétudes quant à savoir si les robots seront entretenus correctement, étant donné que de nombreux feux de circulation de Lubumbashi sont tombés en mauvais état, rapporte Radio Okapi, sponsorisée par l'ONU. 
Plusieurs autres villes congolaises souhaitent acquérir ces automates. Et Women's Technologies a également l'intention d'exporter. L'Angola, le Congo, la Côte d'Ivoire et le Nigéria sont intéressés. Quand la présence des premiers agents humanoïdes est-elle fabriquée en RD Congo dans ces pays ? "Les pourparlers sont très avancés", explique le chef de la société.